# Hans Preiss (Gewerkschafter)
Hans Preiss (* 31. Mai 1927; † 30. April 2005) war ein deutscher Gewerkschafter und Publizist. Als Mitglied im Geschäftsführenden Bundesvorstand  der IG Metall in den Jahren 1972 bis 1989 war er insbesondere in der gewerkschaftlichen Bildungsarbeit aktiv.

## Leben
Preiss trat im Jahr 1949 in die Gewerkschaft Öffentliche Dienste, Transport und Verkehr ein und war von 1951 bis 1959 Betriebsratsmitglied. 1957/1958 studierte er an der Akademie der Arbeit in Frankfurt am Main, anschließend hatte er bis 1960 eine Assistentenstelle. In den Jahren 1960 bis 1962 war er Grundsatzreferent im hessischen Arbeitsministerium, dann bis 1964 Angestellten- und Bildungssekretär beim Deutschen Gewerkschaftsbund in Wiesbaden. 1964 wechselte er in die Vorstandsverwaltung der IG Metall in Frankfurt am Main. Von 1965 bis 1968 lehrte er an der IG-Metall-Bildungsstätte Lohr. Von 1970 bis 1972 war er persönlicher Referent von Otto Brenner und wurde dann bis zu seinem Ruhestand im Jahr 1989 geschäftsführendes Vorstandsmitglied der IG Metall. Preiss war verantwortlich für wichtige Weichenstellungen gewerkschaftlicher Bildungsarbeit. So schloss er zusammen mit Eugen Loderer 1975 für die IG-Metall die Kooperationsvereinbarung mit der Ruhr-Universität Bochum – seinen Worten nach zwar keine Liebesheirat, sondern eine Vernunftehe, doch eine beständige. Aus der von Preiss geprägten IG-Metall-Bildungsarbeit ging u. a. der spätere Bundesvorsitzende der Partei Die Linke, Klaus Ernst, hervor.
Preiss hat in der Zeitschrift Sozialismus über Bildung, die Arbeiterbewegung und ihre Geschichte Beiträge veröffentlicht.

## Ehrungen
- Ehrensenator der Ruhr-Universität Bochum.[4]

## Schriften (Auswahl)
- Qualifizieren statt entlassen – Volksbildung statt Eliteförderung, VSA-Verlag, Hamburg 1986, ISBN 9783879753840
- Gegen Krieg und Gewalt – für Frieden, Völkerverständigung, internationale Solidarität, Hannover 1983
- Von der wirtschaftlichen Krise in die politische Katastrophe? Berlin 1983
- Angestellte, Frankfurt a. M. 1970
- Aussenwirtschaft, Frankfurt a. M. 1968
- Lohn-Preis-Spirale? Legende und Wirklichkeit (mit Karl-Fred Zander), Frankfurt a. M. 1963

Daneben schrieb er zahlreiche Aufsätze und Gastbeiträge.